# Trädgårdsskötsel

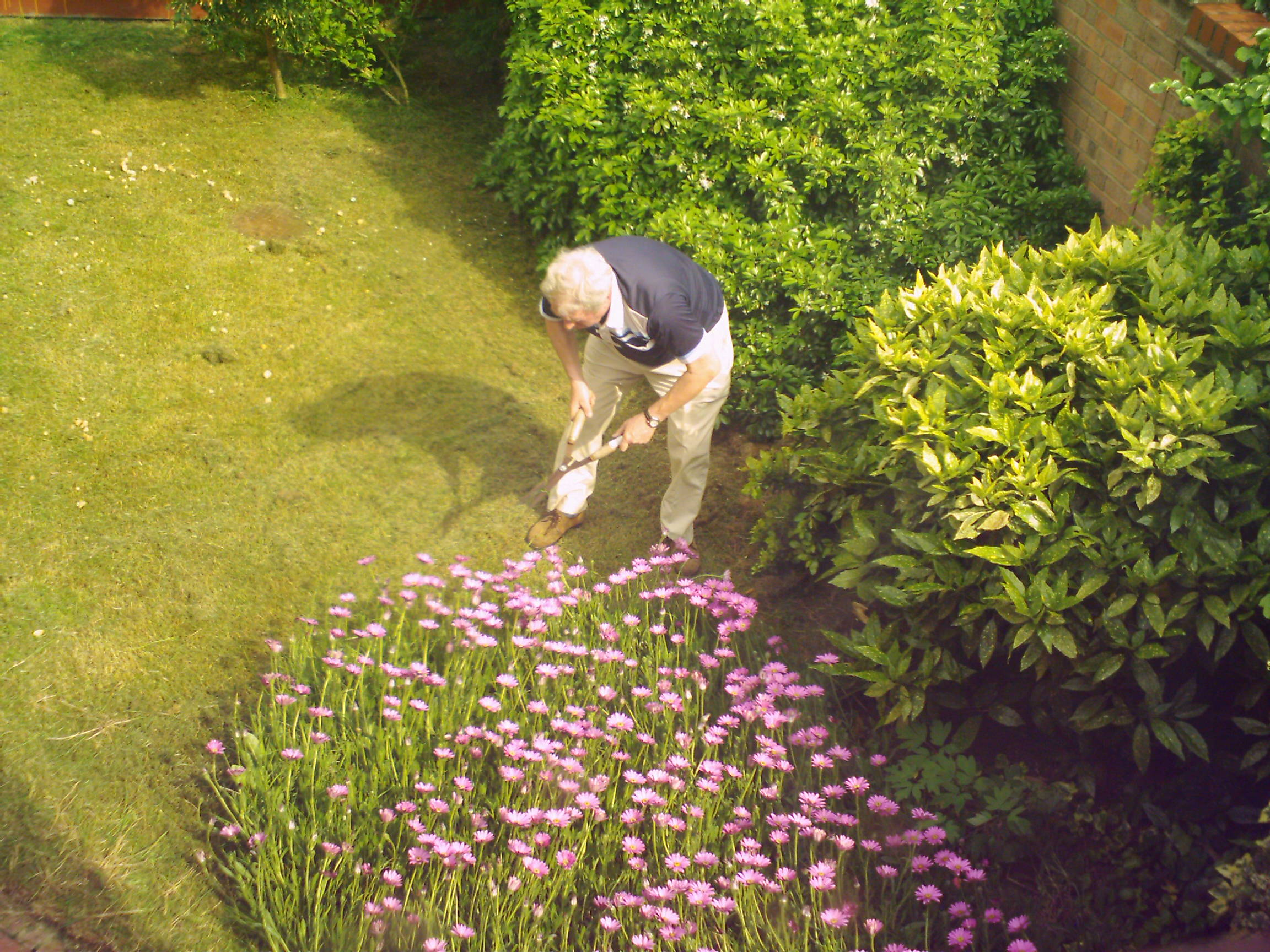
En man som sköter om blommor.

Trädgårdsskötsel eller trädgårdsarbete är den skötsel av plantor, grönsaker och frukt som utförs inom en trädgård. Trädgårdsskötsel förekommer också i grönområden, parker, botaniska trädgårdar, djurparker, nöjesfält och så vidare.
Trädgårdsskötsel inomhus innebär skötsel av planetarium och växthus.

## Historik

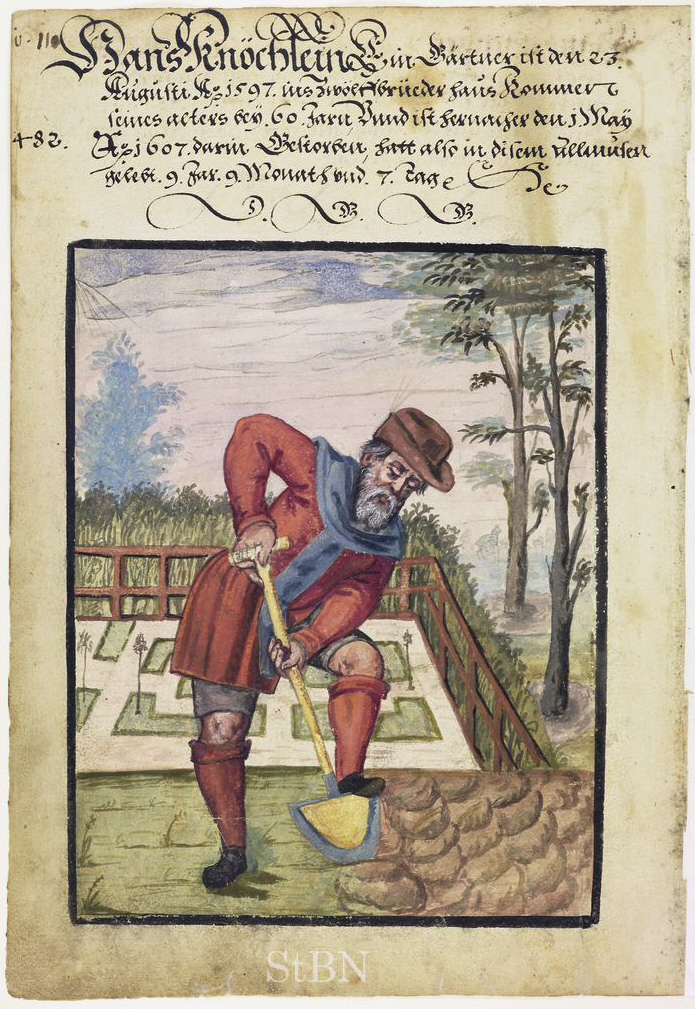
En trädgårdsarbetare, 1607.

Trädgårdsskötseln var föga känd av våra hedniska förfäder. Före 800-talet omnämns i sagorna så kallade gräsgårdar, men dessa var förmodligen endast på sin höjd enkla köksträdgårdar, där kål, rovor eller dylikt odlades. Vid 900- och 1000-talen omtalas äppleträd, och i Västgötalagen nämns förbud och straff för dem, som ofredade trädgårdar där det växer äppleträd, ärter, bönor, kål och lök.
Den egentliga trädgårdsskötseln infördes i Sverige av de kristna munkarna, som i sina vid klostren anlagda lökgårdar eller örtagårdar, började odla flera främmande växter och frukter, ävensom medicinska örter, och vilka efter hand utbredde intresset härför till de kringliggande bygderna.